# Hemerocallis lilioasphodelus
Hémérocalle jaune, Lis jaune
Espèce
Hemerocallis lilioasphodelus, l’Hémérocalle jaune ou Lis jaune, est une espèce de plantes à fleurs de la famille des Asphodelaceae et du genre Hemerocallis.

## Répartition
L'espèce, originaire d'Italie, ex-Yougoslavie, Asie centrale et Extrême-Orient, a été introduite dans le reste de l'Europe, en Amérique du Nord et centrale.

## Description
C'est une plante vivace de 40 à 80 cm, glabre, à fibres radicales renflées-tubéreuses. La tige est élancée, nue ou presque nue. Ses feuilles sont longuement linéaires carénées aiguës, larges de 5 à 10 mm, plus courtes que la tige. Les fleurs sont jaune pâle, grandes, à odeur de fleur d'oranger, courtement pédicellées, de 3 à 9 en grappe lâche. Les bractées sont petites, lancéolées. Le périanthe est long de 6 à 8 cm, à divisions oblongues lancéolées, planes, nervées en long, ni veinées en travers ni ondulées. Le fruit est une capsule ovoïde-subglobuleuse.

## Systématique
L'espèce est décrite en 1753 par le naturaliste suédois Carl von Linné, qui la classe dans le genre Hemerocallis sous le nom binominal Hemerocallis lilioasphodelus.
Ce taxon porte en français les noms vernaculaires ou normalisés « Hémérocalle jaune » ou « Lis jaune ».
Hemerocallis lilioasphodelus a pour synonymes :
- Cameraria lilioasphodelus (L.) Boehm.
- Hemerocallis flava (L.) L.
- Hemerocallis flava var. aurantiaca A.I.Baranov & Skvortsov
- Hemerocallis liliasphodelus
- Hemerocallis lilioasphodelus f. aurantiaca (A.I.Baranov & Skvortsov) Kitag.
- Hemerocallis lilioasphodelus var. flava L.
- Hemerocallis lilioasphodelus var. major
- Hemerocallis lilioasphodelus var. nana L.
- Hemerocallis lutea Gaertn.